# Al-Wahda (Abu Dabi)
El Al-Wahda Football Club (Árabe: نادي الوحدة الرياضي و الثقافي) es un club de fútbol de Emiratos Árabes Unidos fundado en 1974 en la ciudad de Abu Dabi. Participa en la Liga Árabe del Golfo, la máxima categoría del fútbol profesional en el país. 
Ha ganado en cuatro ocasiones la liga local, la última lograda recientemente en la temporada 2009-10, consiguiendo de esta manera un cupo en la Copa Mundial de Clubes de la FIFA 2010 donde se enfrentó en la ronda preliminar al Hekari United de Papúa Nueva Guinea, consiguiendo una victoria de 3-0, posteriormente caería ante el conjunto coreano Seongnam Ilhwa Chunma por 1 a 4.

## Palmarés

### Torneos nacionales
- Liga de los EAU (4):

1998-99, 2000-01, 2004-05, 2009-10.
- Copa Presidente (3):

2000, 2017
- Supercopa de los Emiratos Árabes Unidos (4):

2002, 2011, 2017, 2018
- Copa de Liga de los Emiratos Árabes Unidos (2):

2016, 2018
- Copa Federación de Emiratos Árabes Unidos (3):

1986, 1995, 2001

## Participaciones en competencias de la AFC
| Temporada | Torneo                      | Ronda            | Club                   | Casa                  | Visita                | Global                |     |
| --------- | --------------------------- | ---------------- | ---------------------- | --------------------- | --------------------- | --------------------- | --- |
| 1998/99   | Recopa de la AFC            | 1                | Kazma                  | 0–2                   | 2–3                   | 2–5                   |     |
| 1999/2000 | Copa de Clubes de Asia      | 1                | Al-Sadd                | 2–2                   | 1–1                   | 3–3 (v)               |     |
| 2000/01   | Recopa de la AFC            | 1                | Esteghlal Tehran       | 3–2                   | 0–4                   | 3–6                   |     |
| 2001/02   | Copa de Clubes de Asia      | Octavos de final | Al-Zawraa              | 1–2                   | 2–1                   | 3–3 (4–3 p)           |     |
| 2001/02   | Copa de Clubes de Asia      | Grupos           | Esteghlal Tehran       | 3–5                   | 3–5                   | 3–5                   |     |
| 2001/02   | Copa de Clubes de Asia      | Grupos           | Al-Kuwait              | 2–2                   | 2–2                   | 2–2                   |     |
| 2001/02   | Copa de Clubes de Asia      | Grupos           | Nasaf                  | 1–2                   | 1–2                   | 1–2                   |     |
| 2004      | Liga de Campeones de la AFC | Grupo B          | Al-Sadd                | 0–0                   | 0–0                   | 1° lugar              |     |
| 2004      | Liga de Campeones de la AFC | Grupo B          | Al Quwa Al Jawiya      | 3–0                   | 0–0                   | 1° lugar              |     |
| 2004      | Liga de Campeones de la AFC | Cuartos de final | Jeonbuk Hyundai Motors | 0–1                   | 1–4                   | 1–5                   |     |
| 2006      | Liga de Campeones de la AFC | Grupo C          | Al Karamah             | 4–2                   | 1–2                   | 3° lugar              |     |
| 2006      | Liga de Campeones de la AFC | Grupo C          | Al-Gharafa             | 2–0                   | 3–5                   | 3° lugar              |     |
| 2006      | Liga de Campeones de la AFC | Grupo C          | Saba Battery           | 2–4                   | 2–2                   | 3° lugar              |     |
| 2007      | Liga de Campeones de la AFC | Grupo A          | Al-Rayyan              | 3–0                   | 1–0                   | 1° lugar              |     |
| 2007      | Liga de Campeones de la AFC | Grupo A          | Al-Arabi               | 4–1                   | 2–3                   | 1° lugar              |     |
| 2007      | Liga de Campeones de la AFC | Grupo A          | Al-Zawraa              | 1–1                   | 2–1                   | 1° lugar              |     |
| 2007      | Liga de Campeones de la AFC | Cuartos de final | Al-Hilal               | 0–0                   | 1–1                   | 1–1 (v)               |     |
| 2007      | Liga de Campeones de la AFC | Semifinales      | Sepahan                | 0–0                   | 1–3                   | 1–3                   |     |
| 2008      | Liga de Campeones de la AFC | Grupo C          | Al Karamah             | 1–4                   | 1–0                   | 3° lugar              |     |
| 2008      | Liga de Campeones de la AFC | Grupo C          | Al-Sadd                | 2–2                   | 0–0                   | 3° lugar              |     |
| 2008      | Liga de Campeones de la AFC | Grupo C          | Al-Ahli                | 2–1                   | 0–0                   | 3° lugar              |     |
| 2010      | Liga de Campeones de la AFC | 1                | Al Karamah             | 1–0                   | 1–0                   | 1–0                   |     |
| 2010      | Liga de Campeones de la AFC | Grupo B          | Zob Ahan               | 1–0                   | 0–1                   | 4° lugar              |     |
| 2010      | Liga de Campeones de la AFC | Grupo B          | Bunyodkor Tashkent     | 1–2                   | 1–4                   | 4° lugar              |     |
| 2010      | Liga de Campeones de la AFC | Grupo B          | Al-Ittihad             | 0–2                   | 0–4                   | 4° lugar              |     |
| 2011      | Liga de Campeones de la AFC | Grupo C          | Al-Ittihad             | 0–3                   | 0–0                   | 3° lugar              |     |
| 2011      | Liga de Campeones de la AFC | Grupo C          | Bunyodkor Tashkent     | 1–1                   | 2–3                   | 3° lugar              |     |
| 2011      | Liga de Campeones de la AFC | Grupo C          | Persépolis FC          | 2–0                   | 1–1                   | 3° lugar              |     |
| 2015      | Liga de Campeones de la AFC | Play off         | Al-Sadd                | 4–4 (4–5 p)           | 4–4 (4–5 p)           | 4–4 (4–5 p)           |     |
| 2017      | Liga de Campeones de la AFC | Play off         | Al-Wehdat              | 3–0                   | 3–0                   | 3–0                   |     |
| 2017      | Liga de Campeones de la AFC | Grupo C          | Al-Hilal               | 2–2                   | 0–1                   | 4° lugar              |     |
| 2017      | Liga de Campeones de la AFC | Grupo C          | Persépolis FC          | 2–3                   | 2–4                   | 4° lugar              |     |
| 2017      | Liga de Campeones de la AFC | Grupo C          | Al-Rayyan              | 5–1                   | 1–2                   | 4° lugar              |     |
| 2018      | Liga de Campeones de la AFC | Grupo B          | Al-Duhail              | 2–3                   | 0–1                   | 4° lugar              |     |
| 2018      | Liga de Campeones de la AFC | Grupo B          | Zob Ahan               | 3–0                   | 0–2                   | 4° lugar              |     |
| 2018      | Liga de Campeones de la AFC | Grupo B          | Lokomotiv Tashkent     | 1–4                   | 0–5                   | 4° lugar              |     |
| 2019      | Liga de Campeones de la AFC | Grupo B          | Al-Ittihad             | 4–1                   | 1–1                   | 1° lugar              |     |
| 2019      | Liga de Campeones de la AFC | Grupo B          | Lokomotiv Tashkent     | 3–1                   | 0–2                   | 1° lugar              |     |
| 2019      | Liga de Campeones de la AFC | Grupo B          | Al-Rayyan              | 4–3                   | 2–1                   | 1° lugar              |     |
| 2019      | Liga de Campeones de la AFC | Octavos de final | Al-Nassr               | 2–3                   | 1–1                   | 3–4                   |     |
| 2020      | Liga de Campeones de la AFC | Grupo A          | Retirado por COVID-19  | Retirado por COVID-19 | Retirado por COVID-19 | Retirado por COVID-19 |     |
| 2021      | Liga de Campeones de la AFC | Play off         | Al-Zawraa              | 2–1                   | 2–1                   | 2–1                   | 2–1 |
| 2021      | Liga de Campeones de la AFC | Grupo E          | Persépolis FC          | 1–0                   | 0–1                   | 2° lugar              |     |
| 2021      | Liga de Campeones de la AFC | Grupo E          | FC Goa                 | 0–0                   | 2–0                   | 2° lugar              |     |
| 2021      | Liga de Campeones de la AFC | Grupo E          | Al-Rayyan              | 3–2                   | 1–0                   | 2° lugar              |     |
| 2021      | Liga de Campeones de la AFC | Octavos de final | Sarja FC               | 1–1 (5–4 p)           | 1–1 (5–4 p)           | 1–1 (5–4 p)           |     |
| 2021      | Liga de Campeones de la AFC | Cuartos de final | Al-Nassr               | 1–5                   | 1–5                   | 1–5                   |     |